# Linda Zanetti
Linda Zanetti (Camignolo, 10 de marzo de 2002) es una deportista suiza que compite en ciclismo en la modalidad de ruta. Ganó una medalla de bronce en el Campeonato Europeo de Ciclismo en Ruta de 2023, en la prueba de ruta sub-23.

## Medallero internacional
| Campeonato Europeo | Campeonato Europeo     | Campeonato Europeo | Campeonato Europeo |
| Año                | Lugar                  | Medalla            | Competición        |
| ------------------ | ---------------------- | ------------------ | ------------------ |
| 2023               | Drenthe (Países Bajos) | Medalla de bronce  | Ruta sub-23        |

## Palmarés
2023
- 1 etapa del Trofeo Ponente in Rosa
- Omloop van Borsele
- 1 etapa de la Gracia
- Respect Ladies Race Slovakia
- 1 etapa del Tour de la Princesa Anna Vas
- 1 etapa del Tour del Porvenir
- 3.ª en el Campeonato Europeo en Ruta sub-23

2024
- 2.ª en el Campeonato de Suiza en Ruta

2025
- Vuelta a la Comunidad Valenciana féminas
- 1 etapa del Tour de Polonia